# Daniel von Recklinghausen
Daniel R. von Recklinghausen (* 22. Januar 1925 in New York City; † 22. August 2011 in Hudson, New Hampshire, USA) war in seiner Jugend ein deutscher Widerstandskämpfer gegen den Nationalsozialismus und Mitglied der Vierergruppe um Walter Klingenbeck. Später war er in den USA erfolgreich als Elektroingenieur tätig.

## Jugend im Widerstand gegen den Nationalsozialismus
Daniel von Recklinghausen wurde in den Vereinigten Staaten geboren. Seine Eltern waren der deutsche Chemiker und Erfinder Max von Recklinghausen (1869–1934) und Elsa von Recklinghausen, geb. Matusch (1894–1981). Als Daniel 2 Jahre alt war, kehrte die Familie nach Deutschland zurück und ließ sich in München nieder. Von Recklinghausen war Mitglied im katholischen Jungmännerverein und trat 1936 in die Hitlerjugend ein. Nach dem Besuch des Realgymnasiums begann er 1941 ein Praktikum für Hochfrequenz- und Rundfunktechnik bei der Firma Rohde & Schwarz in München. Dort lernte er den Schalttechniklehrling Walter Klingenbeck, den Hochfrequenztechniker Hans Haberl und den Flugmotorenschlosserlehrling Erwin Eidel kennen und befreundete sich wegen ähnlicher politischer und religiöser Einstellung mit ihnen. Gemeinsam hörten sie sogenannte „Feindsender“ und diskutierten die Sendungen. Die Gruppe versuchte auch, einen eigenen Rundfunk-Schwarzsender aufzubauen, was aber außer ein paar Probesendungen nicht gelang. Auch ein Plan, Flugblätter mit einem ferngesteuerten Modellflugzeug abzuwerfen, scheiterte. Im Sommer 1941 rief die BBC dazu auf, das V-Zeichen als Kürzel für das englische Wort „victory“ zu verbreiten und damit den Sieg der Alliierten anzukündigen. Daraufhin malte Klingenbeck im September 1941 mit Altöl große V-Zeichen an etwa 40 Gebäude im Münchner Süden, im Stadtteil Bogenhausen und vor die SS-Kaserne im Stadtteil Freimann, wobei Recklinghausen bei dieser Aktion Wache stand. Walter Klingenbeck widersprach dem in seiner Original-Aussage im ersten Verhörprotokoll der Gestapo (Aktenzeichen des Bundesarchivs Berlin: R3017/3828) vom 26. Januar 1942: „Wenn mir weiter vorgehalten wird, daß ich mich an einer Schmierkolonne in der Nähe der SS-Kaserne beteiligt hätte und das Zeichen „V“ auf die Straße gemalt hätte, so muss ich dies entschieden in Abrede stellen.“ Die Behauptung über die V-Zeichen vor der SS-Kaserne in Freimann entstammt nur der Anzeige vom 10. Januar 1942 durch die Geschäftsinhaberin Clara Dietmayer.
Am 27. Januar 1942 wurde von Recklinghausen zusammen mit Haberl und Eidel aufgrund einer Denunziation verhaftet; Klingenbeck wurde bereits am 26. Januar 1942 in Haft genommen. Bei der Hausdurchsuchung fand die Gestapo bei ihm Schallplatten mit französischer Musik, die er mit einem selbstgebauten Empfänger empfangen und von denen er Schallplatten angefertigt hatte. Am 24. September 1942 verurteilte der Volksgerichtshof in Berlin ihn, Klingenbeck und Haberl wegen „landesverräterischer Feindbegünstigung, Vorbereitung zum Hochverrat und Schwarzsendens“ zum Tode. Nach einem Gnadengesuch wurde er am 19. Juli 1943 zu acht Jahren Zuchthaus begnadigt; Erwin Eidel wurde „wegen Nichtanzeige eines hochverräterischen Unternehmens, Abhörens ausländischer Rundfunksender und Beihilfe zur Schwarzsendung“ zu acht Jahren Zuchthaus verurteilt. Das Begnadigungsgesuch von Walter Klingenbeck wurde hingegen abgelehnt; Klingenbeck wurde am 5. August 1943 in der Strafanstalt München-Stadelheim hingerichtet.

## Karriere als Elektroingenieur in den Vereinigten Staaten
Am 1. Mai 1945 wurde von Recklinghausen von US-amerikanischen Truppen aus der Haft in einem Außenlager des Konzentrationslagers Dachau befreit und arbeitete als Radiomechaniker in einer Werkstatt einer amerikanischen Einheit. 1947 wanderte er mit seiner Mutter und seiner Schwester Marianne (* 1929 oder 1930) in die Vereinigten Staaten aus.
Von Recklinghausen studierte Elektroingenieurwesen am Massachusetts Institute of Technology (MIT) und schloss das Studium 1951 als Bachelor of Science ab. Anschließend wurde er von Hermon Hosmer Scott, dem Gründer des Hifi-Unternehmens H. H. Scott und Professor für Elektroingenieurwesen am MIT, eingestellt, wo er 1955 leitender Forschungsingenieur und 1969 technischer Leiter wurde. Seine erste Aufgabe war die Weiterentwicklung des UKW-Funkempfängers des Modells Scott 310, deren Erfolg nachhaltig in die Elektronik aller folgenden Funkempfänger einfloss. Aus einer Zusammenarbeit mit Fairchild Semiconductor und dessen Gründer Robert Noyce resultierte ein Patent von Recklinghausens für eine Entwicklung bei Feldeffekttransistoren, eines seiner insgesamt 24 Patente. Nachdem H. H. Scott nach schwindendem Erfolg 1973 übernommen worden war, begann von Recklinghausen für die Advent Corporation zu arbeiten, wo er das Empfangsteil im Funkempfänger Advent 300 entwickelte.
Später arbeitete von Recklinghausen bei Electro Audio Dynamics und ab 1975 als Vizepräsident für Forschung und Entwicklung bei KLH Audio, wo er Patente für Computer-gesteuerte Lautsprecher hielt. 1967 war er Vorsitzender der US-amerikanischen Audio Engineering Society und von 1991 bis 2004 war er Herausgeber von deren Zeitschrift. Von der Audio Engineering Society wurde er 1978 mit einer Goldmedaille für herausragende Leistungen in der Weiterentwicklung von UKW-Empfängern und 2005 für sein Lebenswerk ausgezeichnet.
Von Recklinghausen hinterließ seine Ehefrau Carolyn (* 1959 oder 1960) und zwei Söhne Friedrich und Christoph. Seine Asche wurde in der Nähe einer Funkstation am Mount Washington in New Hampshire beigesetzt, wo er in den 1960er Jahren gearbeitet hatte.